# Lukács János (jezsuita szerzetes)
Lukács János (Budapest, 1966–) jezsuita szerzetes, 2005 és 2010 között a jezsuiták magyarországi rendtartományának tartományfőnöke (provinciálisa).

## Életútja
Középiskolai tanulmányait a budapesti Piarista Gimnáziumban végezte, majd villamosmérnöki diplomát szerzett a Budapesti Műszaki Egyetemen.
1991-ben kérte felvételét a jezsuita rendbe. Münchenben filozófiát, Párizsban teológiát tanult. 1998-ban szentelték pappá. A rendben a novíciusmester helyettese (socius), majd novíciusmester volt, közben lelkiségi teológiából licenciátust szerzett. 2005-ben lett tartományfőnök. Megbízatása lejártával 2010 szeptemberétől hat éven át ismét novíciusmester, közben egy évig A Szív újság főszerkesztője volt (2014-15). 2017-2022 közt a dobogókői Manréza Lelkigyakorlatos Ház vezetője.
Jelenleg a dobogókői jezsuita közösség elöljárója (2017 óta) és a Jézus Társasága európai formációs delegátusa (2020 óta).
Lefordította Loyolai Szent Ignác visszaemlékezéseit (2001, 2015).

## Művei
- Jezsuita képzés a Rendalkotmányban; L'Harmattan–Sapienta Szerzetesi Hittudományi Főiskola, Bp., 2013 (Vita consecrata)

### Fordítások
- A zarándok. Loyolai Szent Ignác visszaemlékezései; ford. Lukács János; Vigilia, Bp., 2001 (Sapientia könyvek)
- William A. Barry–William J. Connolly: A lelkivezetés gyakorlata; ford. Lukács János; Jezsuita, Bp., 2015 (Jezsuita könyvek. Lelkiség)
- A zarándok. Önéletrajzi visszaemlékezések / Napló. Lelki feljegyzések; bev., jegyz. Bartók Tibor, ford. Lukács János, Kardos Klára; Jezsuita, Bp., 2015 (Jezsuita könyvek. Jezsuita füzetek. Források)
- William A. Barry–William J. Connolly: A lelkivezetés gyakorlata; ford. Lukács János;  2. jav. kiad.; Jezsuita, Bp., 2021 (Jezsuita könyvek. Lelkiség)